# The New Adventures of Little Toot
The New Adventures of Little Toot este un film de animație din 1992 regizat de Doug Parker.

## Distribuție
- Kathleen Barr - Echo the Dolphin
- Garry Chalk - Captain Dogwood
- Gwyneth Harvey - Myra / Typhoon Tessie
- Samuel Vincent - Little Toot
- Alec Willows - Claws
- Michael Donovan - Salty the Pelican / Charlie
- Lelani Marrell - Tina
- James Sherry - Andy